# البطولات الوطنية الأمريكية 1903 (كرة مضرب)
قائمة بالأبطال في 1903 البطولات الوطنية الأمريكية لكرة المضرب (المعروفة الآن باسم أمريكا المفتوحة):

## الكبار

### فردي رجال
هغ دوهيرتي هزم  ويليام لارنيد 6-0 6-3 10-8

### فردي سيدات
إيليزابيث مور هزم  ماريون جونس 7-5, 8-6